# Fondaco

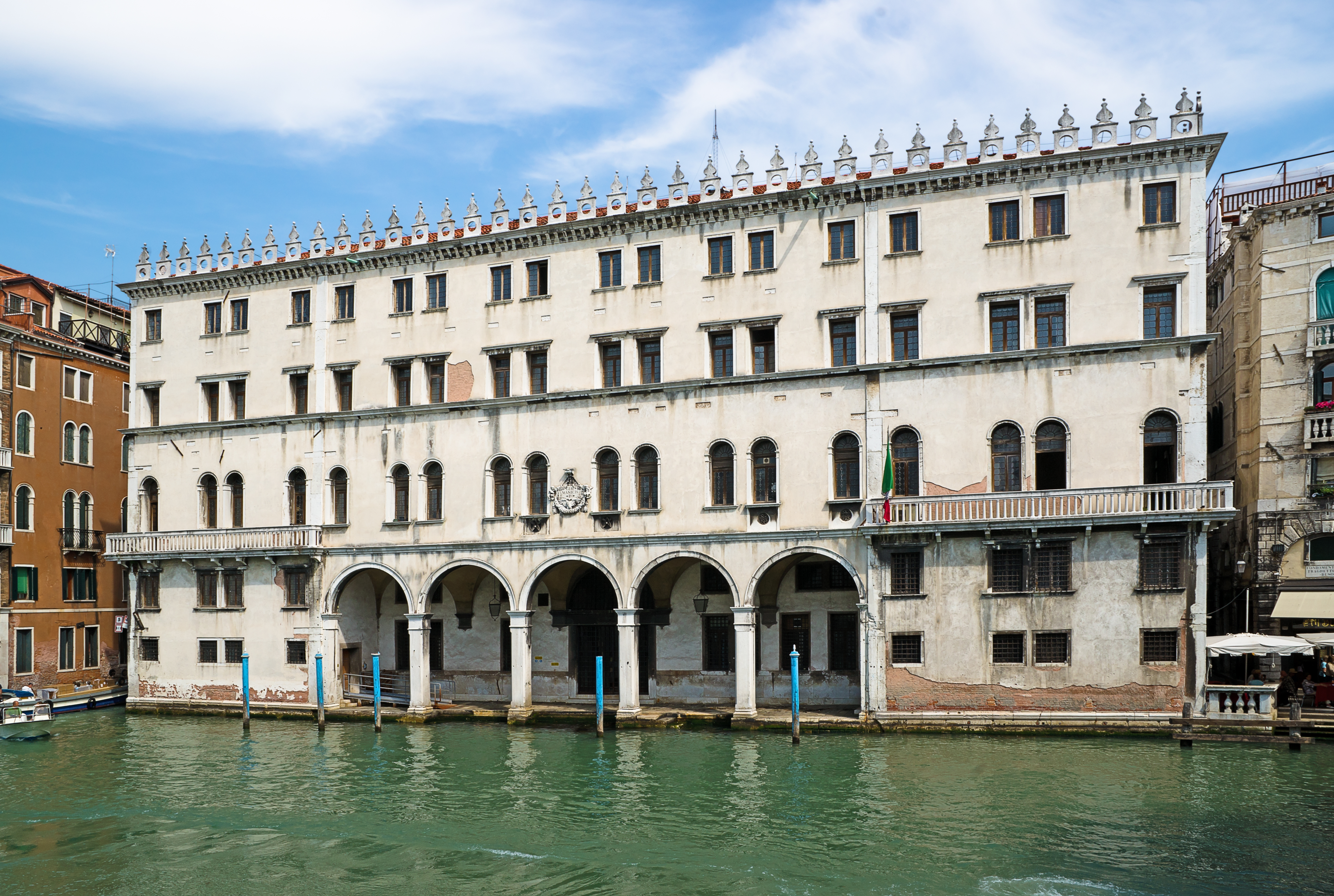
Il Fondaco dei Tedeschi a Venezia

Il fondaco (pron. fóndaco) è un edificio (o un complesso di edifici) di origine medievale, che nelle città di mare svolgeva funzioni di magazzino e, spesso, anche di alloggio per i mercanti stranieri, che vi trovavano rappresentanza diplomatica.

## Storia e descrizione

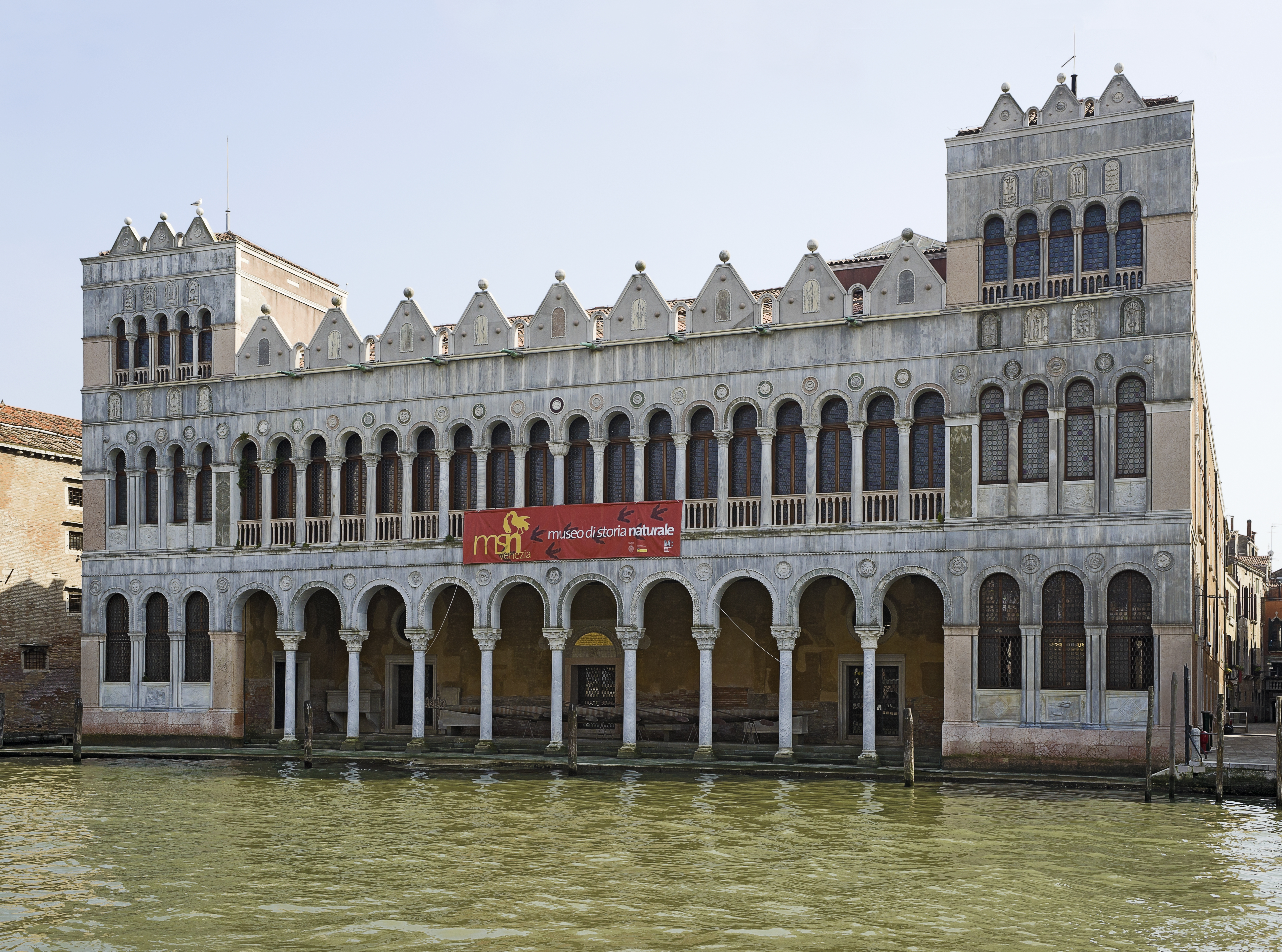
Il Fondaco dei Turchi a Venezia

La parola fondaco viene dal greco πάνδοκος ma è giunta alle città marinare italiane dall' arabo فندق‎, funduq, con il significato di albergo, letteralmente "casa-magazzino".
I fondachi erano diffusi nelle città del bacino del Mediterraneo, anzi, la presenza di propri fondachi (intesi come insieme di edifici adibiti al commercio e all'ospitalità dei propri connazionali) nei più importanti porti mediterranei è ritenuta una delle caratteristiche fondamentali per definire una città repubblica marinara. Venezia, Genova, Pisa, Amalfi, Ragusa, Ancona e Gaeta avevano infatti nel Medioevo fondachi a Costantinopoli, Alessandria d'Egitto e negli altri centri di commercio marittimo.
Un fondaco di repubblica marinara poteva raggiungere la grandezza di un quartiere, dove generalmente era presente una chiesa o un ospizio (e in certi casi anche delle terme), ed era governato da un balivo, il quale era giudice delle controversie economiche.
A Venezia sono ancora presenti vari fondachi, tra cui il Fondaco dei Turchi e il Fondaco dei Tedeschi. Poiché le strade veneziane dove avvenivano i traffici e gli scambi mercantili erano e sono tuttora i canali, i fondachi si affacciavano solitamente sui canali di maggiore importanza, come il Canal Grande, trovandosi così in posizione strategica e privilegiata. Gli spazi adibiti a magazzino si trovano solo al pian terreno, dotato di portico dietro al quale l'androne percorre tutta la profondità dell'edificio, mentre i locali ai piani superiori erano utilizzati come abitazioni.

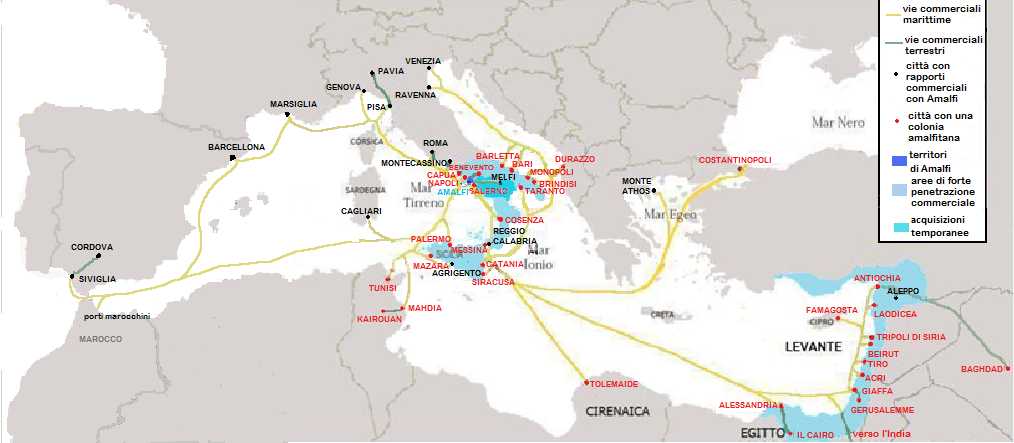
Fondachi di Amalfi
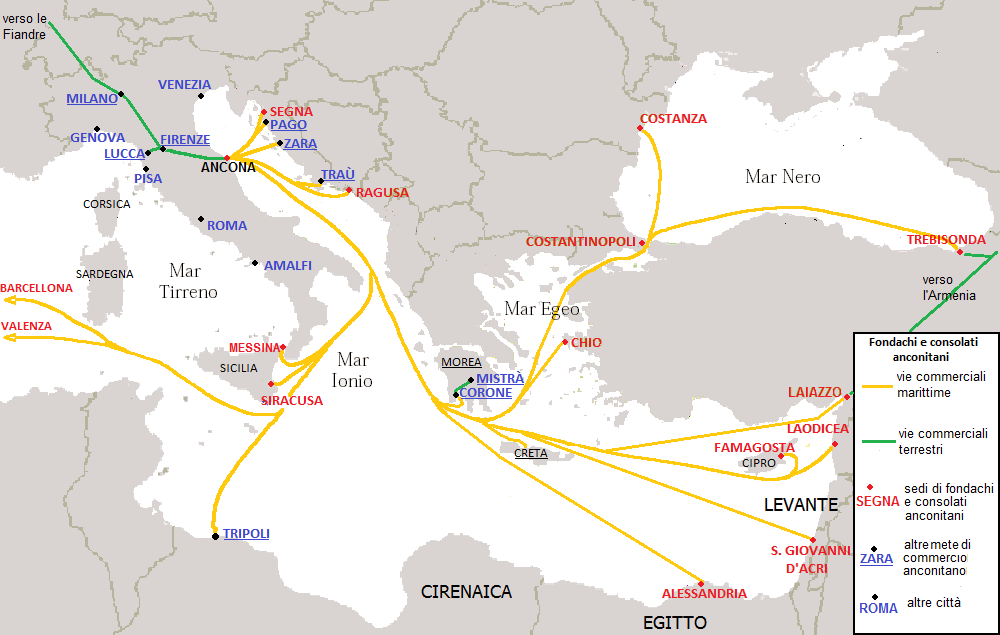
Fondachi di Ancona
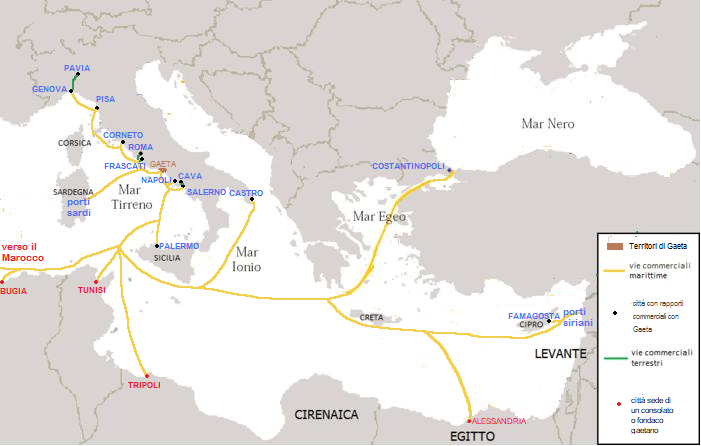
Fondachi di Gaeta
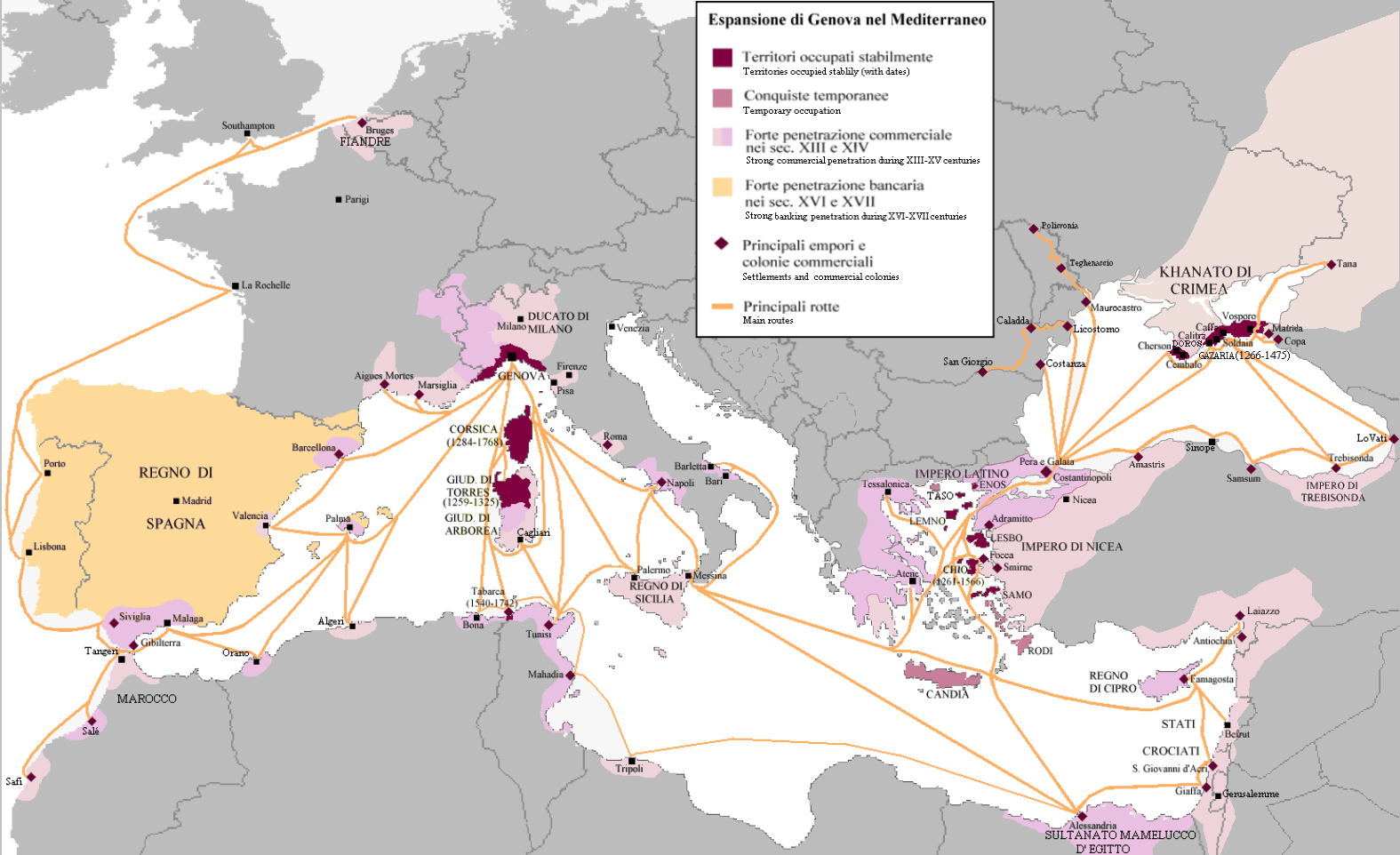
Fondachi di Genova
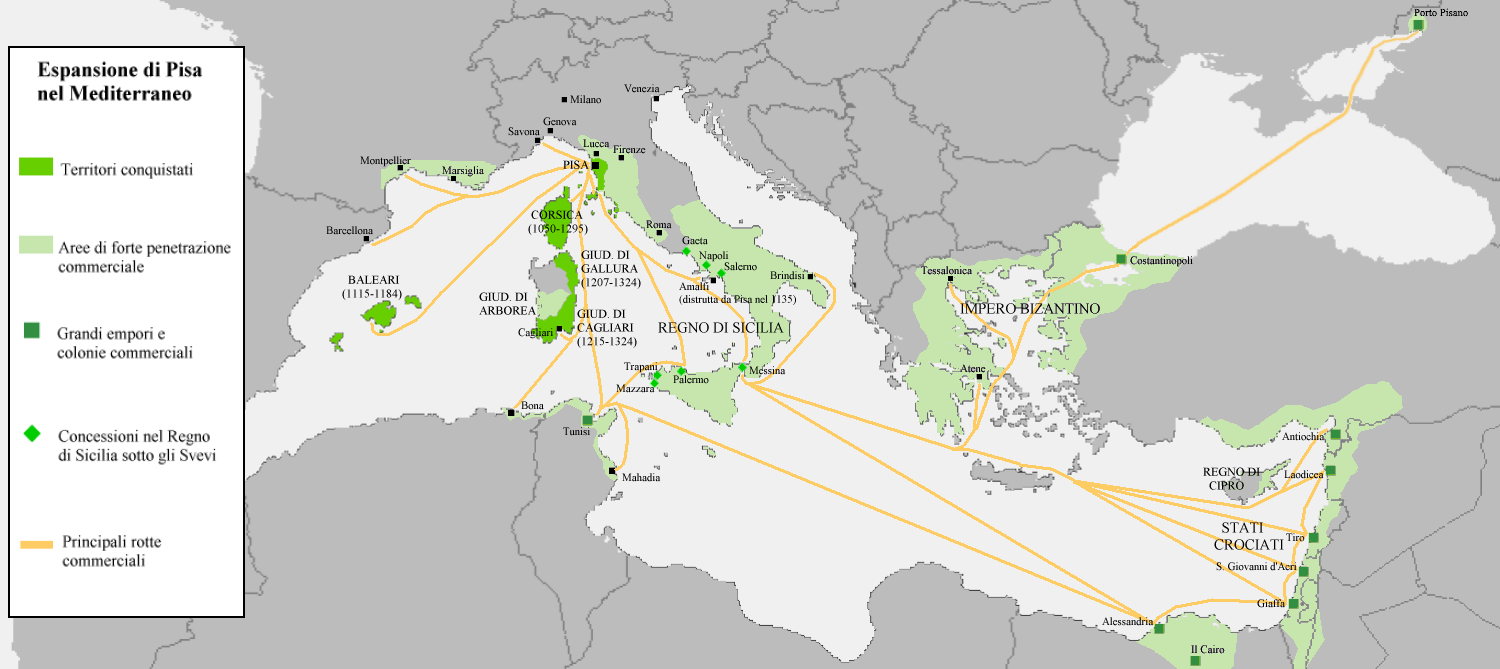
Fondachi di Pisa
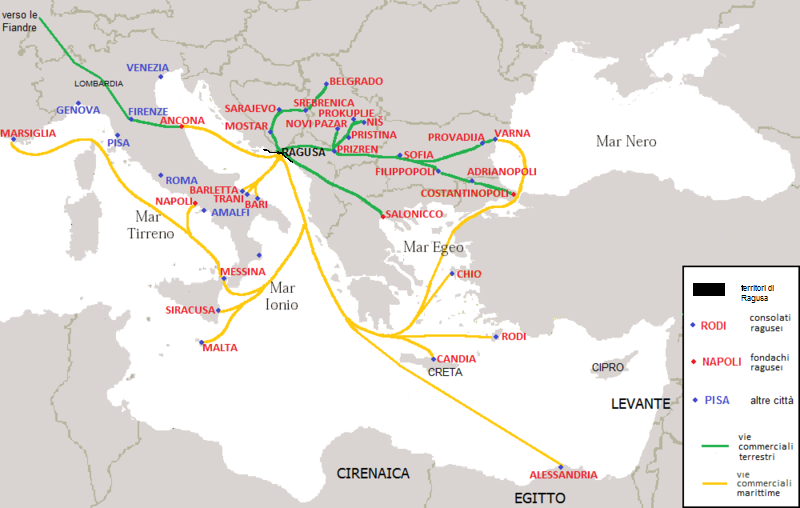
Fondachi di Ragusa
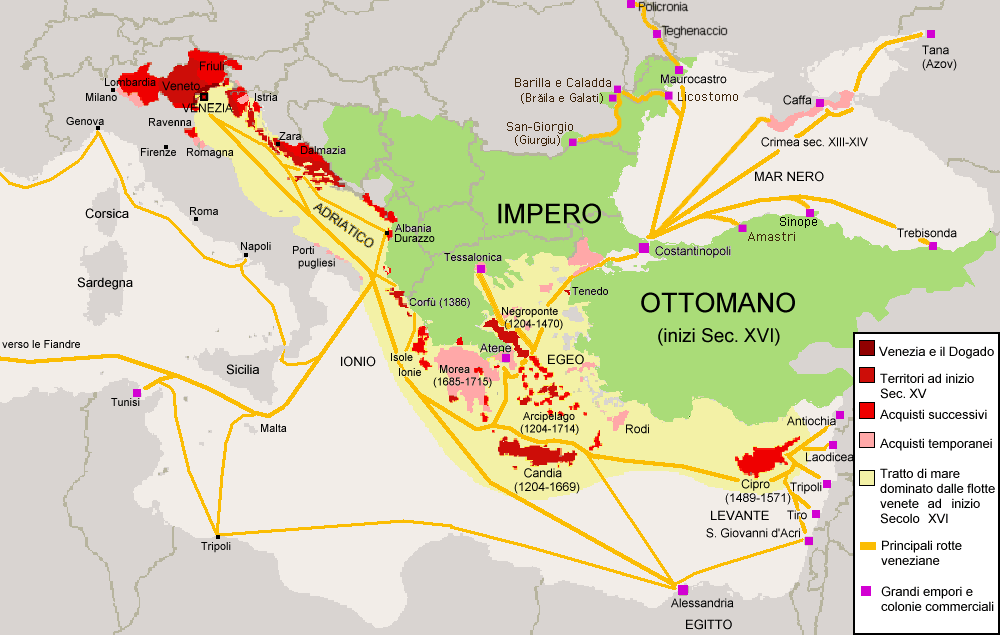
Fondachi di Venezia

## Altri significati
Nell'uso regionale, il termine ha assunto significati particolari lontani dal significato originario: emporio, magazzino, bottega per la vendita all'ingrosso o al minuto di stoffe, locale a piano terra usato come abitazione. Desueta è l'accezione di osteria con alloggio per vetturini e carrettieri.
A Napoli i fondachi furono, a partire dal XVII secolo, adibiti ad abitazioni dagli artigiani e dal popolino locale, a causa della penuria di alloggi provocata dall'abnorme aumento demografico; furono sopraelevati nel tempo raggiungendo anche i cinque piani, divenendo malsani e venendo pertanto in parte abbattuti durante il Risanamento edilizio condotto nella seconda metà del XIX secolo. Fino a quell'epoca ce n'erano più di novanta in tutta la città, mentre adesso se ne conserva una dozzina.
Un altro esempio di fondaco ancora esistente in Italia è il Fondaco di Lido Sant'Angelo a Rossano, in Calabria.
In lingua siciliana e in lingua araba la parola indica un vero e proprio "albergo", anche se in siciliano può anche significare "stalla" o "magazzino".
Nel ragusano e siracusano il termine fondaco significava, fino agli anni cinquanta, anche una sorta di albergo-stalla per forestieri o mercanti con carretti trainati da animali da governare e sistemare, assieme ai padroni, nel periodo in cui si fermavano in quel paese.
Nel dialetto milanese, da fondaco è derivata la parola "fondeghee" che significa "droghiere". A Pavia, dove tramite il Po e il Ticino, giungeva il sale dall'Adriatico e poi veniva immagazzinato e distribuito nella Lombardia occidentale e in Piemonte, è ancora esistente l'edificio, risalente alla seconda metà del XIV secolo, del fondaco del sale.